# Gemeinschaftsschule Lauda-Königshofen
Die Gemeinschaftsschule Lauda-Königshofen ist eine Gemeinschaftsschule mit Grundschule und Sekundarstufe in Lauda im Main-Tauber-Kreis in Baden-Württemberg. Die Geschichte der Schule und deren Vorgängerinstitutionen (ehemalige Volksschule, später Grund- und Hauptschule sowie Grund- und Werkrealschule) in den zum Teil denkmalgeschützten Schulgebäuden in der Laudaer Stadtmitte reicht über 100 Jahre zurück.

## Geschichte

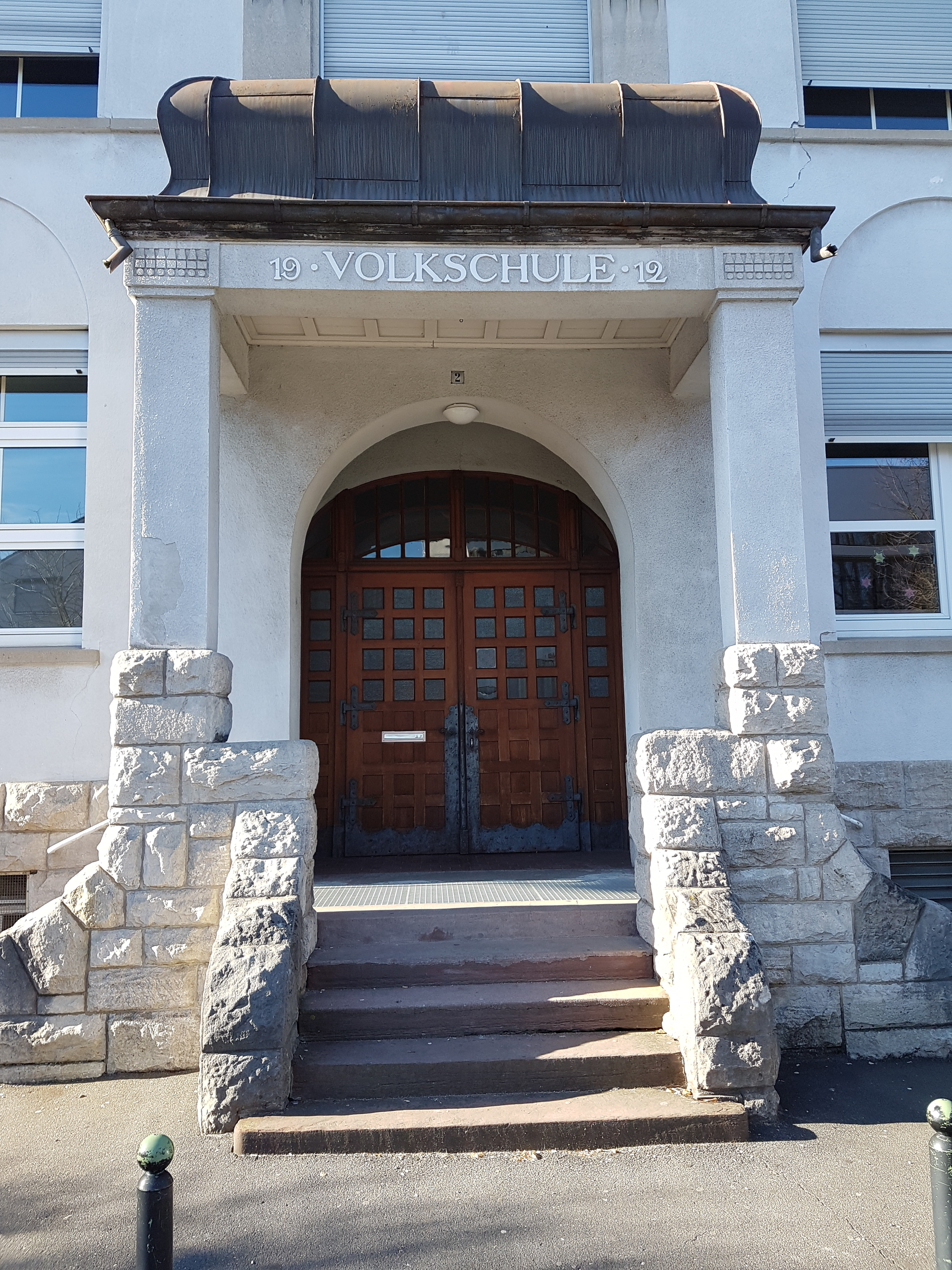
Eingang ins alte Schulhaus von 1912, indem die Volksschule untergebracht war; heute beherbergt der Altbau die Sekundarstufe der Gemeinschaftsschule

### Schule

#### Ursprünge der Volksschule Lauda
Am 15. April 1912 begann der Neubau des heute denkmalgeschützten Altbaus der Volksschule Lauda in der Philipp-Adam-Ulrich-Straße 2, der am 6. April 1913 eingeweiht wurde. Mit dem Unterricht konnte bereits am 7. April 1913 begonnen werden. Geführt wurde die Laudaer Volksschule von der sogenannten Ortsschulbehörde.
Die Machtübernahme der Nationalsozialisten wirkte sich auch auf die Schule in Lauda aus, indem sich die für damalige Verhältnisse relativ freiheitlich-liberale Grundhaltung der Schulpolitik zunehmend den streng gegliederten Regeln der „Allgemeinen Deutschen Volksschule“ und den nationalsozialistischen Inhalten gegenübersah.

#### Beginn der Hauptschule

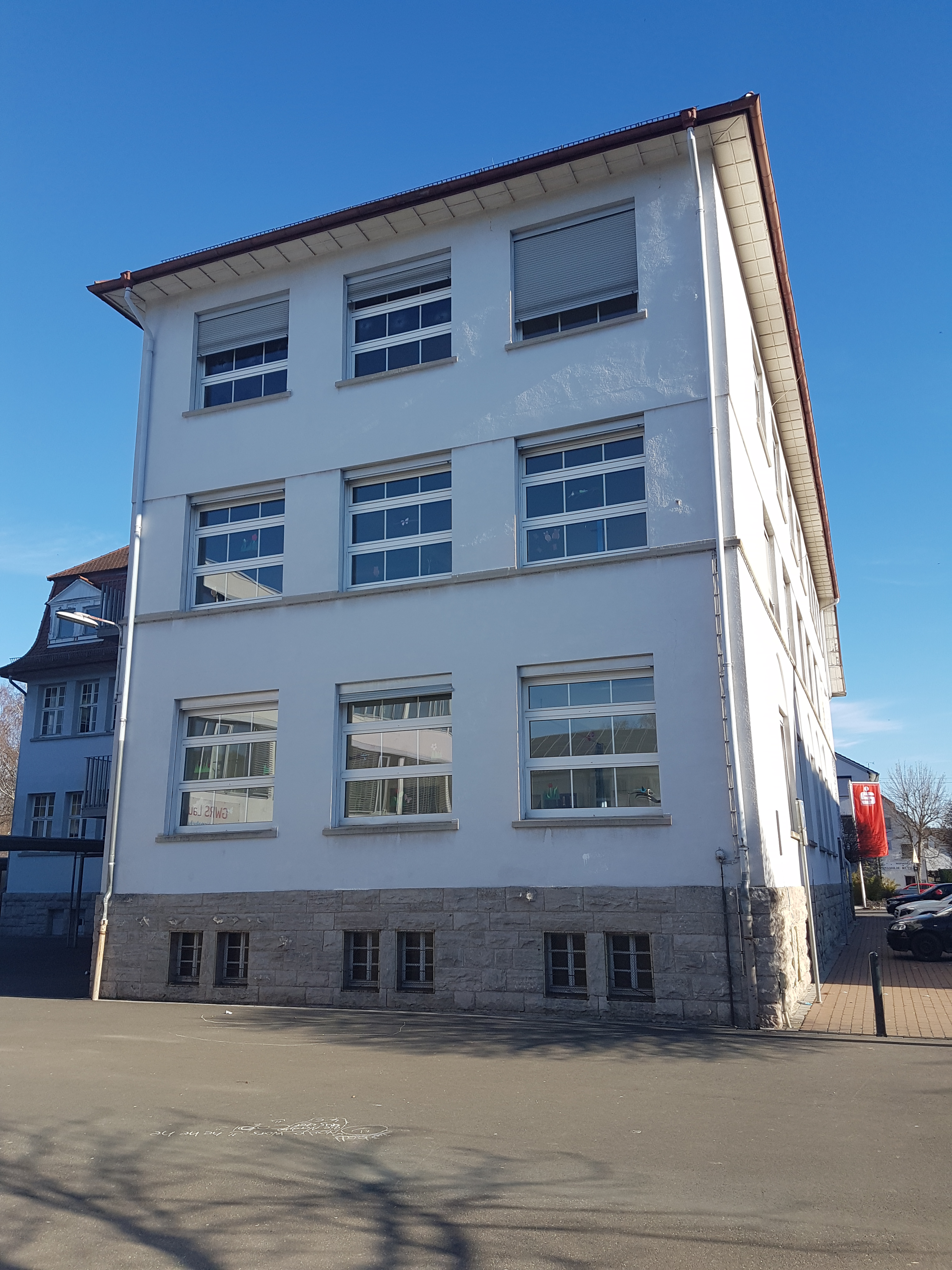
Erster Erweiterungsbau mit ehemaligem Volksbad, 1949 errichtet

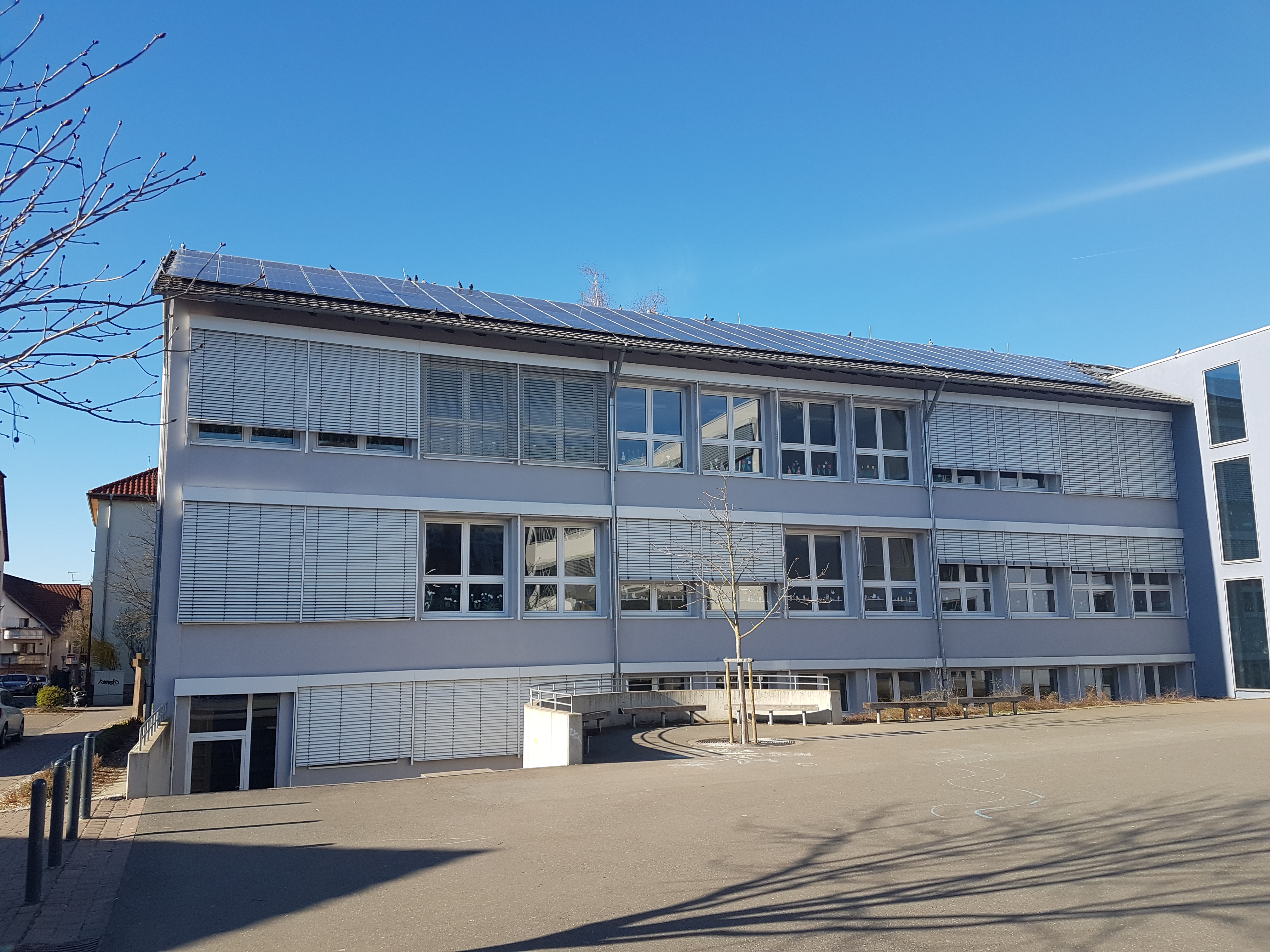
Zweiter Erweiterungsbau, ab 1967 errichtet

Ab dem Herbst 1942 wurde in Baden die Hauptschule eingeführt. Neben Wertheim war Lauda vom Minister für Kultus und Unterricht als Standort bestimmt worden. Die Hauptschule baute fortan auf der vierten Klasse der Volksschule auf und war ebenfalls auf vier Schuljahre angelegt. Die Schulbezeichnung wurde in Volks- und Hauptschule Lauda, ab den 60er Jahren in Grund- und Hauptschule Lauda geändert. Damals wurde in der Hauptschule bereits Englisch gelehrt und eine breite Allgemeinbildung angestrebt, die sowohl für technische und wirtschaftliche Berufe als auch den gehobenen Dienst geeignet sein sollte.
Die letzten Zeugnisse vor dem Ende des Zweiten Weltkriegs wurden am 27. Juli 1944 verteilt. Danach fiel der Unterricht vorübergehend aus und im März 1945 wurde der Stab eines Eisenbahnflakregiments in der Schule einquartiert. Nach dem Zweiten Weltkrieg wurde das Schulhaus zunächst durch die amerikanische Militärregierung beschlagnahmt und Rot-Kreuz-Soldaten zogen ins Gebäude ein. Erst im Herbst 1945 wurde der Unterricht wieder aufgenommen, jedoch noch nicht im Volksschulgebäude, sondern in einem alten Schulhaus der Stadt, das sich gegenüber dem Gasthof Stern befand. Im Jahre 1947 wurde das Schulgebäude von den Amerikanern wieder für den Unterricht freigegeben.
Ein Erweiterungsbau mit öffentlichem Volksbad an das alte Schulhaus wurde im Jahre 1949 in Angriff genommen. Jeden Freitag und Samstag stand das Hallenbad für die Öffentlichkeit zur Verfügung, jedoch wurde auf die Geschlechtertrennung Wert gelegt: Frauen und Kinder durften am Freitag und Männer am Samstag baden. Mit dem Beschluss des Gemeinderates vom 8. März 1954, in der Volksschule eine 5., 6. und 7. Aufbauklasse einzurichten, die bei „genügendem Interesse“ später um eine 9. und 10. Aufbauklasse erweitert werden sollte, wurde der Grundstein für die spätere Josef-Schmitt-Realschule der Stadt gelegt.
Das Volksbad der Schule im Erweiterungsbau musste im Jahr 1959 wieder schließen. An seiner Stelle befindet sich heute ein Maschinenraum sowie ein Lagerraum für den Technikunterricht. Im Jahre 1964 wurde der Bau einer Schulturnhalle beschlossen und von 1967 bis 1969 wurde ein weiteres Gebäude auf dem Schulgelände für die Realschule errichtet. Nach dem späteren Umzug der Realschule an einen eigenen Schulstandort wurden diese Räume für die in den 60er Jahren ebenfalls wachsende Hauptschule frei.
Die zuvor eigenständigen Klassen 5 der Gemeinden Heckfeld und Oberlauda wurden zum 1. August 1968 der Hauptschule Lauda zugewiesen. Die 8. und 9. Klassen von Heckfeld, Oberlauda und Gerlachsheim waren bereits seit dem 9. Dezember 1966 in Lauda geführt worden.

#### Aufwertung der Hauptschule zur Werkrealschule
Im Schuljahr 1983/84 wurde die Abschlussprüfung in den Hauptschulen flächendeckend eingeführt mit dem Ziel, den Hauptschulabschluss aufzuwerten, indem ein objektivierbarer Leistungsnachweis erbracht wird. Im selben Schuljahr hielten auch die ersten Schul-PCs Einzug. Mit dem Ende des Schuljahres 1986/87 konnten die ersten Hauptschüler einen mittleren Bildungsabschluss nach dem Modell „9 + 3“ erlangen. Diese Versuche, die Hauptschule aufzuwerten, mündeten in den 1980er Jahren schließlich im Schulversuch Werkrealschule. Der Schulname änderte sich fortan in Grund- und Hauptschule mit Werkrealschule.
Der schulfreie Samstag wurde in Lauda – trotz unterschiedlichster Bedenken – ab dem Schuljahr 1992/93 eingeführt. Dagegen wurde im Jahr 1993 mit dem Zusatzunterricht in der 10. Klasse der Hauptschule begonnen. Ebenfalls im Jahr 1993 brachte die Schule die „Kernzeitenbetreuung“ auf den Weg, ein Vorläufer der Ganztagesbetreuung. Ein Förderverein der Schule wurde im Jahre 1998 ins Leben gerufen.

#### Ganztagesbetrieb der Werkrealschule

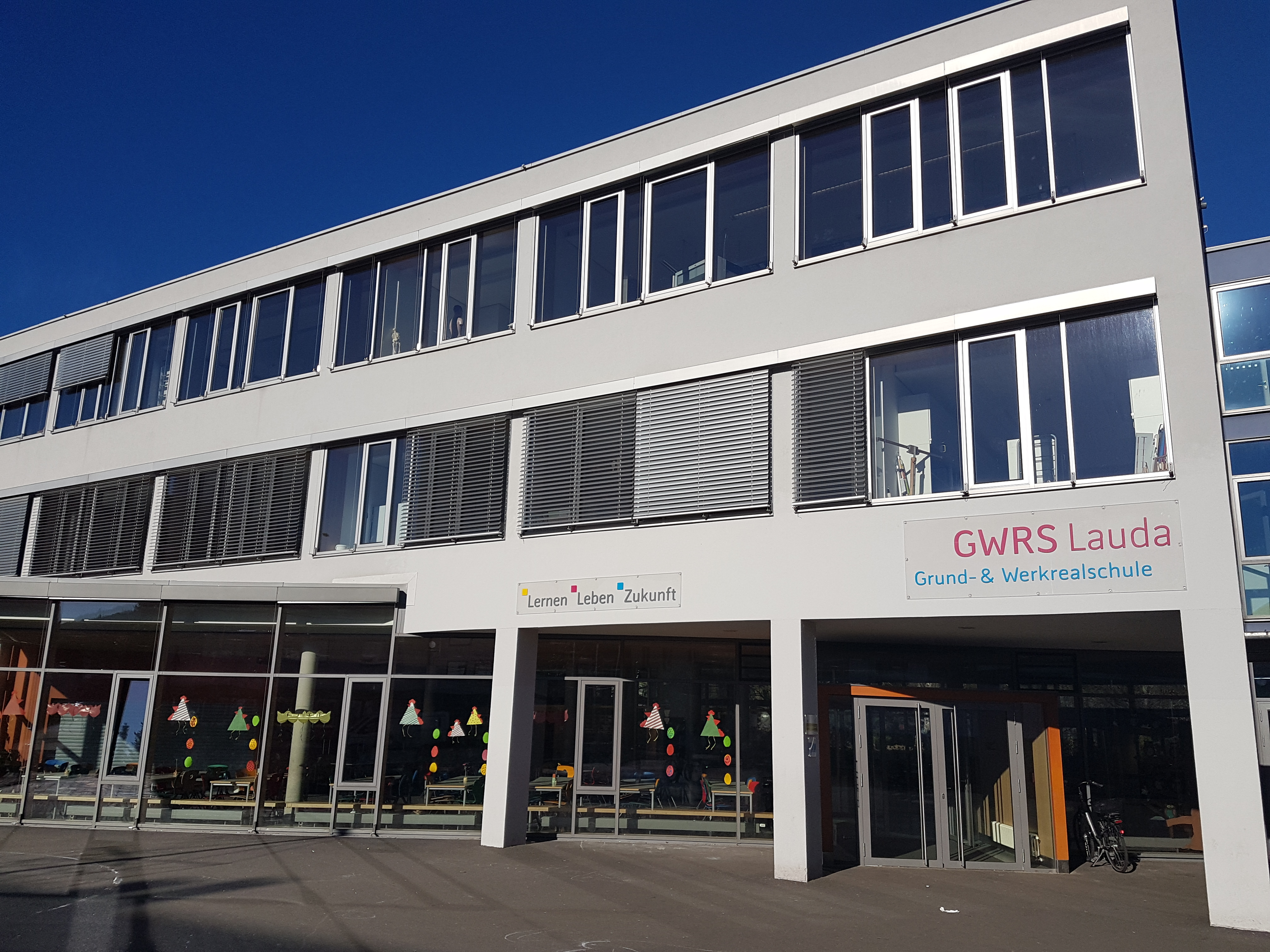
Neubau des Verwaltungsgebäudes mit Mensa und Aufenthaltsraum, ab 2007 errichtet

Im Jahre 2000 beschloss der Gemeinderat der Stadt Lauda-Königshofen, beim Land Baden-Württemberg einen Antrag für die Einrichtung einer Ganztagsschule zu stellen. Nach erfolgreichem Einrichtungserlass durch das Ministerium für Kultus, Jugend und Sport stellte die Schule 2003 auf den Ganztagsbetrieb in der Grund- und Werkrealschule um. Dies erforderte anhand vorangegangener Raumbedarfsplanungen ab 2007 unter anderem einen Neubau des Mitteltraktes mit angeschlossener Mensa. Ab 2011 hieß die Schule Grund- und Werkrealschule Lauda.
Vom 9. bis 11. Mai 2012 feierte die Schule ihr 100-jähriges Bestehen mit vielfältigen Aktionen und Projekten rund um das Schulmotto „Lernen, Leben, Zukunft“.

#### Einrichtung der Gemeinschaftsschule
Zum Schuljahr 2014/15 wurde die Grund- und Werkrealschule Lauda als eine von nur wenigen Schulen im Main-Tauber-Kreis ausgewählt, um den Gemeinschaftsschulbetrieb aufzunehmen. Die Schule hieß fortan Gemeinschaftsschule Lauda.
Bei der sogenannten Fremdevaluation durch das Landesinstitut für Schulentwicklung konnte die Gemeinschaftsschule Lauda-Königshofen 2017 auf sich aufmerksam machen: Mit 47 erfüllten von 48 überprüften Merkmalen erreichte die Gemeinschaftsschule die Note 1+. Damit gehört die Schule zu den wenigen Top-Bildungseinrichtungen von allen überprüften Schulen in Baden-Württemberg, da solch hohe Bewertungen nur äußerst selten vorkommen.

#### Änderungen der städtischen Schullandschaft
Im Jahr 2017 bekannt gewordene Pläne der Stadtverwaltung von Lauda-Königshofen, alle weiterführenden Schulen ab der Klasse 5 (Gemeinschaftsschule, Martin-Schleyer-Gymnasium und Josef-Schmitt-Realschule) auf einem gemeinsamen Campus zusammenzuführen, wurden im Juni 2018 vom „Lenkungskreis Schulentwicklung“ des Gemeinderats wieder verworfen. Dieser beschloss stattdessen im Rahmen der städtischen Schulentwicklungsplanung, die Gemeinschaftsschule am Standort in der Stadtmitte zu belassen. Lediglich die Ganztagsgrundschule wird zukünftig in das Schulzentrum an der Becksteiner Straße umziehen.

### Schulleitung
Liste der Schulleiter
| Amtszeit  | Schulleiter         |
| --------- | ------------------- |
| 1912–1918 | Hermann Henn        |
| 1918–1920 | Otto Sulzmann       |
| 1920–1928 | Josef Nonnenmacher  |
| 1929–1945 | Fritz Röser         |
| 1946–1949 | Ida Ries            |
| 1949–1950 | Adam Brennfleck     |
| 1950–1965 | Ludwig Nonnenmacher |
| 1966–1968 | Otto Kraft          |
| 1969–1985 | Josef Kluger        |
| 1985–1989 | Hans-Werner Sautner |
| 1989–1991 | Martin Beck         |
| 1991–2017 | Hartmut Hummel      |
| Ab 2017   | Natalie Ederer      |

## Schularten und Schulabschlüsse

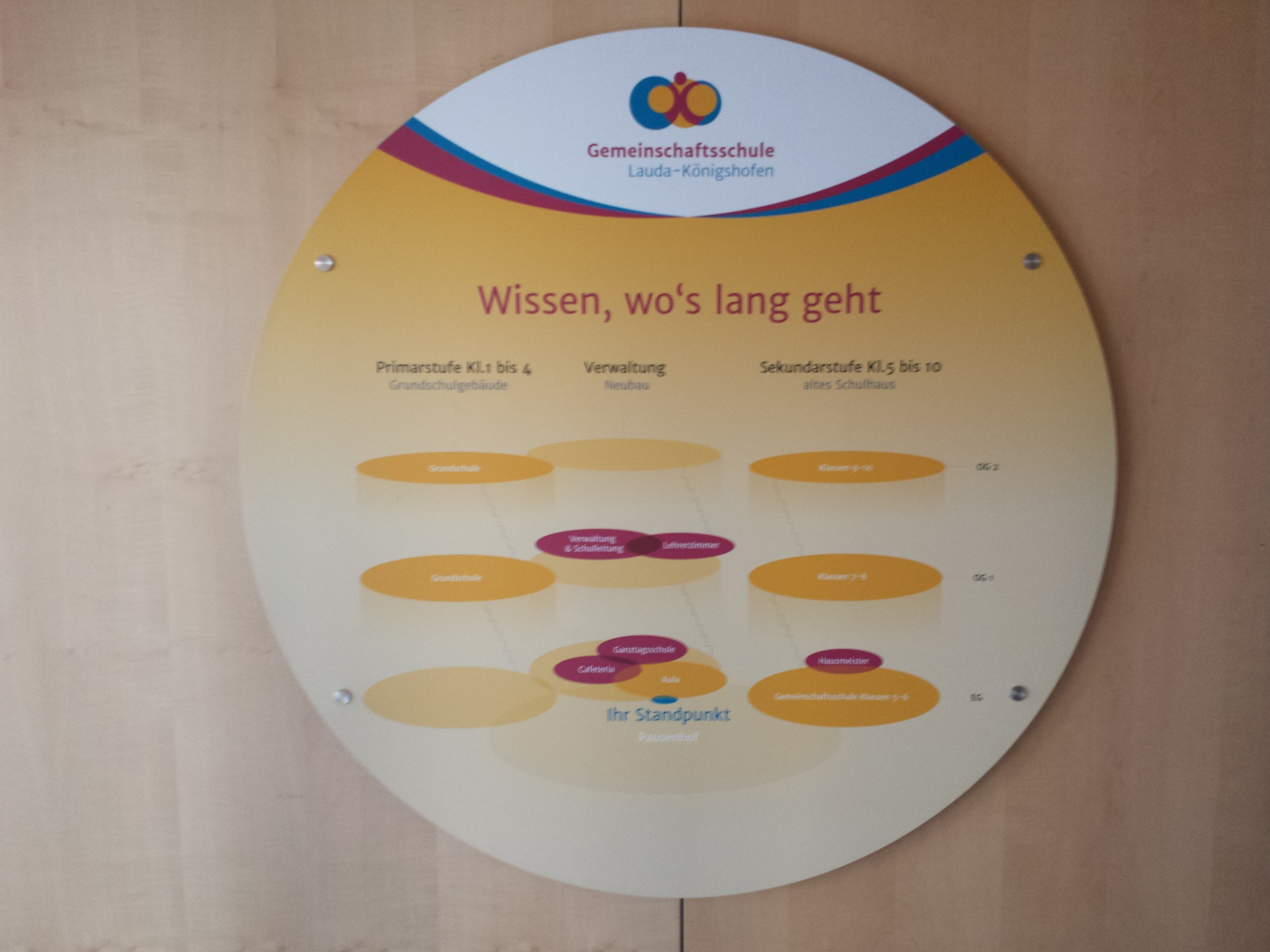
Schularten der GMS Lauda-Königshofen

Die Gemeinschaftsschule Lauda-Königshofen bietet unterschiedliche Schularten mit den folgenden Schulabschlüssen an:

### Primarstufe
An drei Grundschulstandorten (Lauda Mitte, Lauda Süd, Oberlauda) der Gemeinschaftsschule erwerben Kinder der Klassen 1 bis 4 grundlegende Lern- und Arbeitsformen sowie mathematische, sprachliche und sachunterrichtliche Kenntnisse, die das Fundament für die weiterführende Schulbildung in den verschiedenen Schularten der Sekundarstufe legen.

### Sekundarstufe
In der Sekundarstufe der Gemeinschaftsschule erwerben Kinder der Klassen 5 bis 10 den Haupt- oder Realschulabschluss (mittlere Reife). Aufbauend kann an einer weiterführenden Schule in der Umgebung, beispielsweise an der gymnasiale Oberstufe eines Gymnasiums oder an einem Beruflichen Gymnasium (Wirtschaftsgymnasium, Technisches Gymnasium usw.), die allgemeine Hochschulreife (Abitur) erworben werden.

## Lage und Architektur

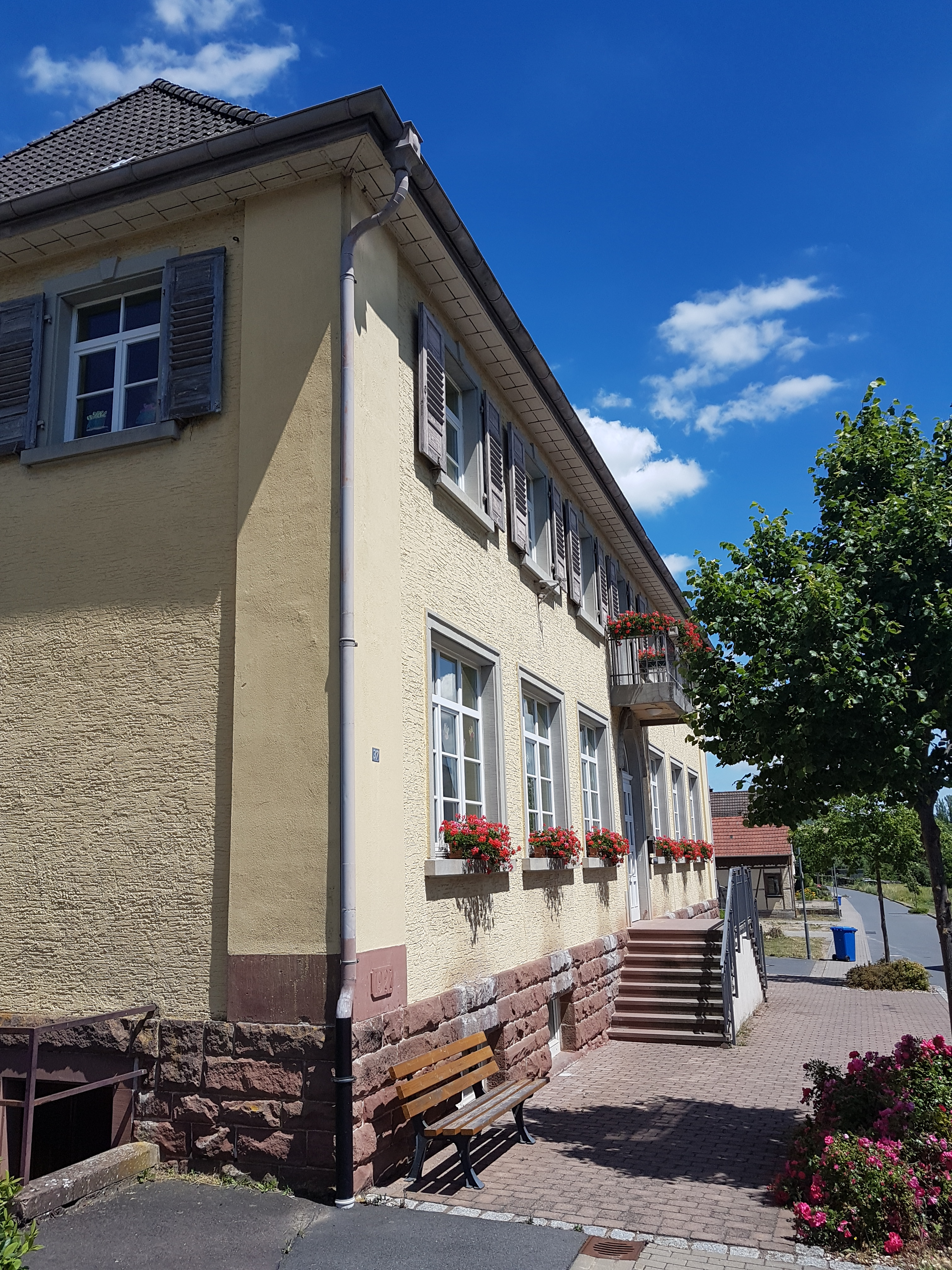
Schulgebäude von 1927 der Außenstelle Grundschule Oberlauda (2017)

### Schulgelände in der Innenstadt
Das Alte Schulhaus (ehemalige Volksschule; heutige Gemeinschaftsschule), das Grundschulgebäude, die Turnhalle und der Neubau mit Verwaltungsgebäude und Mensa befinden sich nebeneinander in der Laudaer Innenstadt. Der Altbau von 1912 steht unter Denkmalschutz. Es handelt sich um einen Putzbau mit abgewalmten Mansarddach in Ecklage, Dachreiter und Mittelzwerchhaus. Daneben verfügt das Gebäude über ein Portal mit Vordach und Reliefdekor.
Der Altbau wird seit Herbst 2017 für drei Millionen Euro in verschiedenen Stufen renoviert: Bei der Außenrenovierung steht die Fassadenrenovierung mit ihren Naturstein-Gesimsen und Schmuckornamenten im Vordergrund. Daneben werden Schädigungen an den Gauben, Zwerchgiebeln und Fialtürmen des Dachgeschosses behoben. Die Fenster dürfen aus Denkmalschutzgründen nicht ausgetauscht werden. Daher wird bei den Verglasungs- und Fensterflächen dort, wo es Denkmalschutzgründe notwendig machen, eine zusätzliche Fensterebene hinter den ursprünglichen Fenstern, die somit nach außen weiterhin sichtbar bleiben, angebracht. Alle Maßnahmen finden in enger Abstimmung mit dem Landesdenkmalamt Baden-Württemberg statt.
Das Schulensemble ist von zahlreichen Denkmalen umrahmt, beispielsweise dem Dampflockdenkmal gegenüber der Turnhalle, der Marienkirche und dem Kreuzweg in der Friedhofsmauer an der Außenmauer bzw. Rückseite des Verwaltungsgebäudes. Darüber hinaus befindet sich auf dem Schulgelände neben dem Grundschulgebäude ein Bildstock aus dem Jahre 1673. Dabei handelt es sich um ein steinernes Kreuz mit Inschrift.

### Außenstellen
Die Gemeinschaftsschule Lauda-Königshofen verfügt über zwei Außenstellen mit der Grundschule Süd und der Grundschule Oberlauda. Das Schulhaus in Oberlauda steht ebenfalls unter Denkmalschutz.

## Schulleben und Besonderheiten

### Ganztagsschule
Seit 2003 arbeitet die Schule im Ganztagesbetrieb. Das Ziel der Ganztagsschule ist es, durch eine umfassende Betreuung die Vereinbarkeit von Familie und Beruf zu ermöglichen. Darüber hinaus soll durch das Konzept der Ganztagesbetreuung die Erziehung der Familien unterstützt, das Lernen gefördert, die Chancen für die Schüler verbessert, soziales Lernen gepflegt, eine gute Schulatmosphäre geschaffen und nicht zuletzt eine umfassende Betreuung ermöglicht werden.

### Individuelle Förderung und Beratung
Die Grundschule der Gemeinschaftsschule Lauda-Königshofen ist eine Dyskalkulie-Stützpunkt-Schule, in der rechenschwache Kinder der Klasse 2 in einem speziellen Kurs mit maximal vier Kindern pro Gruppe zweimal wöchentlich pädagogisch betreut und mit einem besonderen Programm mathematisch und in ihrer Wahrnehmung gefördert werden. Am Unterricht des Dyskalkulie-Stützpunkts können auch Kinder der umliegenden Grundschulen teilnehmen.
Weitere schulische Angebote im Bereich der individuellen Förderung bestehen in folgenden Bereichen: Lese-Rechtschreibschwäche, Lesepaten für Lesetechnik und Leseverständnis, Förderung der Lesemotivation und Sprachförderung.

### Mensa
Die Schule verfügt für die Verpflegung der Ganztagesschüler über eine Mensa mit angeschlossenem Aufenthaltsraum.

### Fremdsprachen
An der Gemeinschaftsschule Lauda-Königshofen unterrichtete Fremdsprachen sind: Englisch, Französisch und Spanisch (ab 2017/18). In den sogenannten VKL-Klassen (Vorbereitungsklassen) wird daneben Deutsch für Nicht-Muttersprachler unterrichtet.

### Schüleraustausch
Die Gemeinschaftsschule fördert Schüleraustausch-Projekte mit Jugendlichen aus anderen Ländern.

### Sozialwirksame Schule
Die Gemeinschaftsschule setzt das vom Münchner Schulpsychologen Werner Hopf entwickelte Konzept der Sozialwirksamen Schule um. Grundlagen dieses Konzepts liegen in der autoritativen Erziehung bzw. in der Erziehung mit Autorität und Liebe, womit sowohl die Stärkung der Gemeinschaft als auch die Stärkung des Einzelnen erreicht werden soll.

### Kreative Köpfe
Schüler der Schule nehmen regelmäßig am regionalen Erfinderwettbewerb Kreative Köpfe im Taubertal teil.

### Förderverein
Der im Jahre 1998 gegründete Förderverein der Gemeinschaftsschule Lauda-Königshofen ist eine Gemeinschaft von Eltern, Lehrern, Schülern, Ehemaligen und sonstigen mit der Schule verbundenen Personen. Der Verein hat sich zur wesentlichen Aufgabe gestellt, Schüler bei der Eingliederung in die Berufswelt zu unterstützen. Dabei werden unter anderem die folgenden Aktivitäten unterstützt: Förderung sozialer Fähigkeiten, Förderung der Berufsorientierung und Berufsbildung, Förderung der Kunst und Kultur, insbesondere verwirklicht durch die Durchführung von kulturellen (z. B. Oldie Party) und sportlichen Veranstaltungen (z. B. Sportabzeichen), Förderung der Ersten Hilfe, Förderung der Kriminalprävention und weiterer Bereiche.

### Oldie-Party
Die Gemeinschaftsschule Lauda und deren Vorgängerinstitutionen haben mit der „Oldie Party“ eine in der Stadt inzwischen traditionelle Veranstaltung für die Öffentlichkeit etabliert, die vom Förderverein der Schule ausgerichtet wird. Mit dem Erlös der „Oldie Party“ unterstützt der Förderverein verschiedene Projekte der Gemeinschaftsschule und leistet damit einen wertvollen Beitrag zur Gestaltung des Schullebens.

### Verkehrserziehung

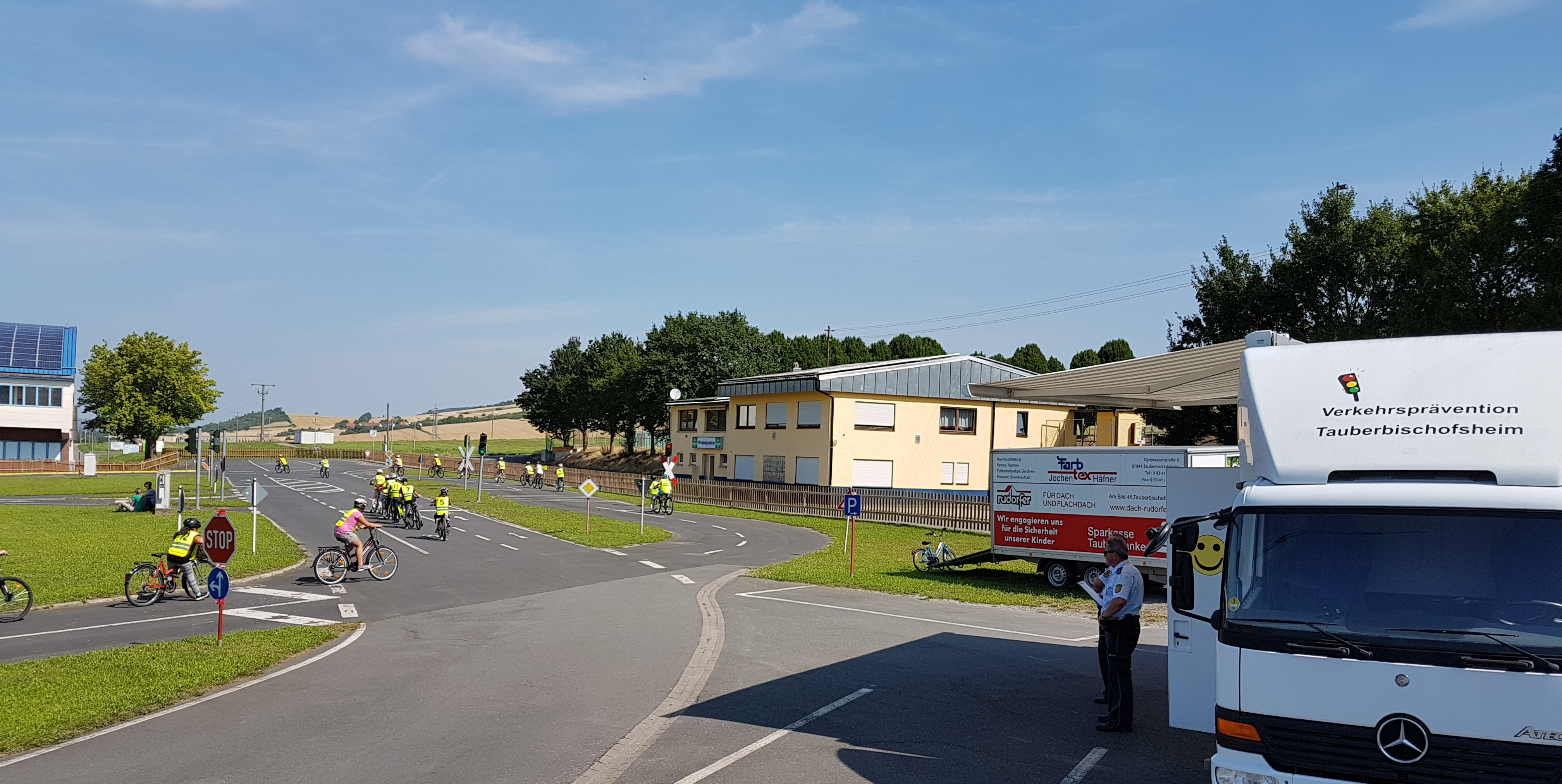
Verkehrserziehung für Schüler in Kooperation mit der Verkehrswacht des Main-Tauber-Kreises

Die Schule engagiert sich im Bereich der Verkehrserziehung. Die Viertklässler absolvieren beispielsweise eine theoretische und praktische Prüfung auf dem Verkehrsübungsplatz in Königshofen, um einen Fahrradführerschein zu erwerben. Dies geschieht in Kooperation mit der Verkehrswacht des Main-Tauber-Kreises und dem Polizeirevier Tauberbischofsheim.

### Veranstaltungen
Folgende Veranstaltungen werden von der Schule regelmäßig angeboten: Waldtage (Unter dem Motto „Raus in die Natur, der Wald ist nun das Klassenzimmer“), Wandertage auf Walderlebnispfaden (wobei die Schüler ihre Beobachtungen in ein Begleitheft eintragen), Fredericktag, Theaterbesuche, Museumsbesuche, Sportabzeichen, Projektwochen an der Grundschule und Sekundarstufe sowie der Orientierungslauf der Sekundarstufe.

## Auszeichnungen
- „BoriS - Berufswahl-SIEGEL“ Baden-Württemberg 2011/12.[21]
- 5. Platz beim Wettbewerb „Starke Schule“ 2015. Bei diesem alle zwei Jahre stattfindenden Wettbewerb werden Deutschlands beste Schulen, die zur Ausbildungsreife führen, ausgezeichnet.[22]